# Bunul samaritean (Star Trek: Generația următoare)
"Samaritan Snare" este un episod din al doilea sezon al serialul științifico-fantastic „Star Trek: Generația următoare”. Scenariul este scris de Robert L. McCullough; regizor este Les Landau. A avut premiera la 15 mai 1989 .

## Prezentare
Un grup de extratereștri, aparent mai puțin dotați intelectual, numiți Pakled, îl răpesc pe Geordi pentru a le repara nava.

## Vezi și
- 1989 în științifico-fantastic